# Notas reversales
Las notas reversales, notas paralelas o notas idénticas son un tipo de notas diplomáticas. Normalmente se utilizan para concertar algún entendimiento entre dos países. Son dos notas, una de propuesta y otra de respuesta y aceptación. La segunda transcribe textualmente la primera. En ambas se manifiesta que, una vez recibida la nota de respuesta con la aceptación, la materia constituirá un acuerdo entre los países. Por lo general estas notas entran en vigor en la fecha de la respuesta, aunque es posible fijar una fecha de entrada en vigencia posterior.
Una parte dirige a la otra una nota diplomática normal con todas sus características de tal, plantea una proposición sobre un tema determinado y agrega ciertas frases sacramentales, como por ejemplo:

"La presente nota y la respuesta favorable de Vuestra Excelencia constituirán un acuerdo entre nuestros dos países."

 o 

"La presente Nota y la que Vuestra Excelencia tenga a bien hacerme llegar con el mismo tenor constituirán un Acuerdo entre nuestros dos países."

La otra parte reproduce íntegramente esta nota y agrega su aceptación.
Las notas reversales también pueden ser una forma simplificada de prestación del consentimiento de un tratado internacional. Mediante el intercambio de notas reversales los Estados firmantes deciden si quieren ser parte o no de un tratado firmado.
Mediante el intercambio de notas reversales, el 30 de agosto de 2010 Argentina y Uruguay ratificaron el Acuerdo de Olivos alcanzado el 28 de julio de 2010 entre Cristina Fernández de Kirchner y José Mujica.